# Deloitte Ukraine
Deloitte Ukraine або «Делойт» в Україні — українська аудит-консалтингова компанія міжнародної корпорації Deloitte, однієї з великої четвірки аудиторських корпорацій, розташована в місті Києві.

## Історія
Київський офіс Deloitte було відкрито у квітні 1993 року[неякісне джерело].
1994 року засновано Товариство з обмеженою відповідальністю «Делойт і Туш».
1998 року засновано Закрите акціонерне товариство спільне підприємство українсько-кіпрське «Делойт енд Туш Юкрейніан Сервісез Компані».
2007 року акціонерне товариство перейменували на Закрите акціонерне товариство спільне українсько-кіпрське підприємство у формі акціонерного товариства закритого типу «Делойт енд Туш Юкрейніан Сервіс». 2008 — Спільне українсько-кіпрське підприємство «Делойт енд Туш Юкрейніан Сервісез Компані». 2009 — Приватне акціонерне товариство «Делойт енд Туш Юкрейніан Сервісез Компані», скорочене найменування — ПрАТ «Делойт енд Туш ЮСК».
2019 року акціонерне товариство реорганізували в Товариство з обмеженою відповідальністю «Делойт енд Туш Юкрейніан Сервісез Компані», скорочене найменування — ТОВ «Делойт енд Туш ЮСК» (англ. LLC «Deloitte & Touche Ukrainian Services Company»).

## Діяльність
Під торговельною маркою Deloitte, яка оформлена на швейцарську компанію групи — Deloitte Touche Tohmatsu, надає послуги у сфері аудиту, бухгалтерського обліку, міжнародного оподаткування, трансфертного ціноутворення, фінансового консультування, юридичних послуг та ризик-менеджменту.
У 2018 році доходи зросли на 14 %. У 2022 році сукупний дохід «Делойт і Туш» і «Делойт енд Туш ЮСК» від надання послуг становив еквівалент майже 17,2 млн доларів США. Всього за 2022 рік «Делойт і Туш» задекларувало 359,95, а «Делойт енд Туш ЮСК» — 343,00 млн гривень доходів.
Проводить і публікує щорічні дослідження поведінки споживачів з урахуванням економічного становища та купівельної спроможності населення.

## Визнання
Міжнародне податкове видання ITR включило компанію «Делойт» в Україні в рейтинг European Tax Awards у 2020 році як найкращу компанію в Україні, яка надає консультаційні послуги з оподаткування.
Компанію включали в міжнародний рейтинг українських юридичних фірм The Legal 500 у категоріях:
- оподаткування (англ. tax), зокрема з рангом 2 у 2018—2020 та з рангом 3 у 2021 році[17][18][19];
- працевлаштування (англ. employment), зокрема з рангом 2 у 2020—2023 та рангом 3 у 2018—2019 роках[20];
- комерція, корпоративне право, злиття та поглинання (англ. commercial, corporate and M&A), зокрема з рангом 3 у 2020—2023 роках[21];
- приватні клієнти (англ. private client), зокрема з рангом 2 у 2019—2020 роках[22].

## Корпоративні проєкти
Акціонерне товариство оприлюднило звіт зі сталого розвитку за стандартами GRI (англ. Global Reporting Initiative) за 2018 рік, який посів третє місце разом з низкою корпоративних проєктів інших компаній у конкурсі «Найкраще корпоративне медіа України 2019», організованому Асоціацією корпоративних медіа України.
Громадська організація CSR Ukraine спільно з виданням The Page за результатами дослідження сталості українського бізнесу під час війни серед 30-ти компаній, які подали анкети на конкурс, присвоїли компанії 70 балів у рейтингу корпоративної соціальної відповідальності «Індекс КСВ 2023», що було 6-м найбільшим значенням серед учасниць.